# Параноид-парк
«Парано́ид парк» (англ. Paranoid Park) — драма режиссёра Гаса Ван Сента, снятая в 2007 году по мотивам одноимённого романа Блейка Нельсона. Действие происходит в старших классах современной американской школы, причём школьников сыграли непрофессионалы, подобранные через социальную сеть MySpace.

## Сюжет
Как и во многих других фильмах режиссёра, действие происходит в Портленде (штат Орегон). Старшеклассник Алекс отчуждён от не понимающих друг друга родителей и от подружки, которая мечтает потерять с ним девственность. Единственное, что вызывает в нём подлинные эмоции, — занятия скейтбордом в скейтпарке, нелегально выстроенном неформалами на окраине города.
Через прихотливую вязь флешбэков и флешфорвардов проступают очертания психической травмы, которая переполняет Алекса чувством вины. Он случайно совершил убийство, но не может найти вокруг себя никого, с кем можно было бы обсудить произошедшее. Неравнодушая к нему одноклассница советует Алексу излить душу в письме к другу. Между тем в школу приходит следователь, которому поручено вычислить преступника.

## В ролях
| Актёр           | Роль               |
| --------------- | ------------------ |
| Гейб Невинс     | Алекс              |
| Дэниел Лью      | детектив Ричард Лу |
| Тэйлор Момсен   | Дженнифер          |
| Джейк Миллер    | Джаред             |
| Лорен МакКинни  | Мэйси              |
| Уинфилд Джексон | Кристиан           |
| Грейс Картер    | мама Алекса        |

## Производство
Ван Сент, относящий себя к любителям скейтбординга, написал сценарий к фильму за два дня после прочтения романа Блейка Нельсона. Объявление о кастинге он разместил на сайте MySpace, приглашая юношей на главные роли и опытных скейтбордистов для массовки. Для пущей реалистичности все ребята снимались в собственной одежде.
Фильм был снят на 8-мм и 35-мм плёнку. Ван Сэнт рассказывает, что ручная камера и 8-мм — любимый формат самих скейтбордистов. Хотя фильм был целиком снят в Америке (Портленд, штат Орегон), съёмки финансировала французская компания МК2, принадлежащая продюсеру Марину Кармитцу.

## Премьера и прокат
Премьера фильма состоялась на Каннском фестивале 21 мая 2007 года. Жюри присудило режиссёру юбилейную премию в честь 60-летия фестиваля. В США фильм собрал более 4,5 млн $ и получил множество положительных отзывов у критиков. Прокатчиками картины в России были компании «Премиум Фильм» и «ЦПШ» (сборы в России $44 567).

## Кинокритика
Почти все пишущие о фильме отмечают виртуозный импрессионизм оператора Кристофера Дойла, широко известного благодаря «гипнотизирующим оптическим эффектам», продемонстрированным им в фильмах Вонг Карвая. Немало комплиментов прозвучало и в адрес звукорежиссёра Лесли Шатца. В звуковой ткани фильма сложно переплетены музыка Нино Рота из классических фильмов Феллини, едва различимый шёпот, хрестоматийные рулады Бетховена и даже попсовый шлягер 1974 года.
Что же касается собственно режиссуры, то в «Параноид-парке» можно видеть наследие артхаусного европейского кино середины XX века (стилистика Антониони и Росселлини). «Алекс бредёт по миру словно пришелец, словно зомби, словно пленник, с неосмысленным и непроницаемым выражением лица, безмолвно уставившись в одну точку», — пишет Манола Даргис в The New York Times. Это особый, росселлиниевский срез реализма, который вместо копания в грязном белье признаёт и таинственность, и неоднозначность существования. Образы повисающих в воздухе скейтбордистов показались Даргис «монументально-эпическими… видениями Икара».
Предельно высоко оценил художественные достоинства «Параноид-парка» Джим Хоберман (Village Voice), полагающий, что в этом фильме Ван Сент приближается к изобретению собственного киноязыка: размётанная хронология, повествование дано как нарезка субъективных впечатлений, окружающий мир мерцает и переливается всеми чарами юности.
Джонатан Розенбаум и Андрей Плахов оценили «Параноид-парк» гораздо более сдержанно, обратив внимание на перепевы мотивов прежних фильмов Ван Сента (в частности, куда более глубокого, по мнению Розенбаума, фильма «Слон»). За поверхностью фабулы (к которой режиссёр, по всей видимости, не питает большого интереса) Плахов уловил всепоглощающую тоску по молодости.
Уильям Арнольд из орегонской газеты Seattle Post-Intelligencer определил «Параноид-парк» как «фильм о неспособности тинейджера высказать свои чувства самому себе, родителям, друзьям и, как это ни печально, также и зрителям», и назвал актёрскую игру непрофессионалов «топорной». Фильм также упрекают в пристрастии к артхаусным клише, за замедленность действия и за чрезмерную стилизованность визуального ряда.